# LJB CFe 4/4
Als CFe 4/4 wurden zwei 1907 von der Langenthal-Jura-Bahn (LJB) angeschafften elektrischen Triebwagen bezeichnet. Der Fahrzeuge mit den Nummern 1 und 2 wurde von der Waggonfabrik R. Ringhoffer Smichow in Prag bezogen, die elektrische Ausrüstung stammt von der Elektrizitätsgesellschaft Alioth.
1958 erfolgte die Umzeichnung in BFe 4/4, und 1962 in BDe 4/4. Der Triebwagen Nummer 2 wurde 1967 ausrangiert und abgebrochen. Der Triebwagen Nummer 1 wurde 1978 in den Bre 4/4 umgebaut, 1985 in Bre 4/4 116 umbenannt und ist heute noch im Dienst.

## Geschichte
Die Fahrzeuge wurden anlässlich der Streckeneröffnung 26. Oktober 1907 angeschafft. Neben diesen beiden Fahrzeugen wurden noch zwei zweiachsige Triebwagen Ce 2/2 mit den Nummern 11 und 12, zwei zweiachsige Personenwagen (C 21 und 22), sowie vier zweiachsige Güterwagen angeschafft (K 31 und 32, L 41 und 42). Die Kaufkosten werden mit 44'976.- und 43'978.- Schweizer Franken angegeben.

## Technisches
Die Triebwagen hatten an beiden Enden eine geschlossene geräumige Plattform, die zugleich als Führerstand diente. Dann folgte jeweils ein 18-plätziges Personenabteil, das durch eine Schiebetüre von den Plattformen aus zugänglich war. In der Fahrzeugmitte war das kombinierte Post- und Gepäckabteil, in welchen sich Klappsitze für weitere sechs Personen befand, später wurde die Anzahl der Notsitze auf vier reduziert. Die beiden ein Meter breiten, innenliegenden Schiebetüren des Gepäckabteils lagen sich gegenüber und waren asymmetrisch angebracht. In der Schiebetüre war ein Fenster, in festen Wänden des Gepäckabteils zwei Fenster angebracht. Auch die Eingangstüren waren als Schiebetüren mit Fenster ausgeführt. Die Personenabteile hatte auf beiden Längsseiten je sechs 570 mm breite und 860 mm hohe Fenster. In der Stirnwand des Triebwagens befand sich eine Übergangstüre und beidseitig ein weiteres Fenster.
Die Fahrzeuge hatten ursprünglich Achslager die mit Gleitlager ausgerüstet waren. Diese wurden bei der Nummer 1 im Jahr 1923 durch Jaeger-Bund-Rollenlager ersetzt. Die Nummer 2 erhielt 1934 neue Lager, dabei wurde auch die Wagenfederung abgeändert. Diese Änderung der Federung erfolgte bei der Nummer 1 1935.
Die Ansteuerung der Fahrmotoren erfolgte über einen Direktkontroller. Jede Achse besass einen eigenen Motor. Anfänglich betrug die Leistung 180 PS, diese wurde 1948 (Nr. 2) und 1950 (Nr. 1) auf 292 PS gesteigert. Dabei wurden Ocassion-Motoren eingebaut, die von der StStZ (Nr. 2) und VBZ (Nr. 1) bezogen wurden. Die Zugkraft wird bei Ablieferung mit 4640 kg angegeben. Als Stromabnehmer besassen die Triebwagen bei Ablieferung zwei Lyrabügel, diese wurden 1945 durch Pantografen ersetzt. Sie wurden dabei aber auf eine neue Position über den Drehzapfen gesetzt. Dieses Versetzen ermöglichte auch, dass die Bremswiderstände, die sich anfänglich unter dem Wagenkasten befanden, auf das Dach versetzt werden konnten (1945 Nr. 1, 1947 Nr. 2).
Die anfänglich vorhandene Mittelpufferkupplung mit unten liegender einfacher Schraubenkupplung wurde in Hinblick auf die Betriebsgemeinschaft mit der Langenthal-Melchnau-Bahn (LMB) und Solothurn-Niederbipp-Bahn (SNB) schon 1916 durch eine halbautomatische +GF+-Kupplung ersetzt.
Neben einer Handspindelbremse auf jeden Führerstand, besassen die Triebwagen seit der Ablieferung eine pneumatische und eine elektrische Bremse. Der anfängliche Achskompressor der pneumatischen Bremse wurde bei der Nummer 1 schon 1910 durch einen Motorkompressor ersetzt. Im Jahr 1919 erfolgte dies auch bei der Nummer 2, die den alten Kompressor der Fe 4/4 51 erhielt.
Im Jahr 1978 erfolgte der Umbau des Triebwagens zum Büfettriebwagen Bre 4/4 1. Dabei wurde das Gepäckabteil aufgehoben und die Ladeschiebetüre entfernt. Der Triebwagen besitzt seit diesem Umbau ein einziges, dafür grosses Personenabteil.

## Betriebliches
Die Triebwagen waren das eigentliche Rückgrat der fahrplanmässigen Züge, und sie kamen in der Regel auf die höchsten Kilometerzahlen aller Triebfahrzeuge der LJB. Gerade die Postkurse mussten mit diesen Fahrzeugen gefahren werden, wollte man die Mitgabe eines zusätzlichen Wagens vermeiden. Da aber eigentlich beide Triebwagen für den Fahrplan benötigt wurden, kam bei den Ausfällen eines Triebwagen auch andere Fahrzeuge zum Einsatz.
Am 13. April 1918 stiessen bei Kilometer 8,9 in Holzhäusern die Züge 409 und 408 frontal zusammen. Dabei wurden beide Triebwagen Nummer 1 und 2 stark beschädigt und fielen für gut zwei bzw. drei Monate aus, bis sie wieder instand gesetzt waren.
Der Büffettriebwagen war 1986 an der BEA in Bern ausgestellt und diente da als OSST-Fischerstübli (18. bis 28. April). Zwischen dem 17. Dezember 1986 und 7. Februar 1987 diente er auf dem Bellevueplatz in Zürich als Theaterbühne.

### Verbleib
Die Nummer 2 wurde 1967 abgebrochen. Die Motoren und Kontroller wurde für den BDe 4/4 2II verwendet.
Die Nummer 1 ist als Büffettriebwagen Bre 4/4 116 noch immer im aktiven Dienst.